# Astet
Astet ist eine französische Gemeinde mit 57 Einwohnern (Stand 1. Januar 2022) im Département Ardèche der Region Auvergne-Rhône-Alpes. Die Einwohner werden Asténiens genannt.

## Geographie
Astet befindet sich am Beginn des von der Ardèche durchflossenen Tals im Hochland der Cevennen, im Süden des Départements. Die Gemeinde grenzt an die Nachbarkommune Lanarce. Die nächstgrößere Stadt ist Aubenas in 30 Kilometern Entfernung Richtung Südosten. Man erreicht den Ort über eine Verbindungsroute mit der Nationalstraße, die auf den Col de la Chavade (1266 Meter hoch) führt. Auch der Fluss Espézonnette durchquert das Gemeindegebiet. Das Dorf selbst liegt auf einem Berghang und ist eines der schneereichsten der Region. Die Landschaft wird von Felsenklippen, Ginster- und Farnsträuchern geprägt. Das Gebiet um Astet ist Zufluchtsort großer Wildschweinfamilien.

## Geschichte
Astet war im Mittelalter nur kurzzeitig Gemeinde gewesen und existierte bis 1790. Anschließend war der Ort Teil der Nachbargemeinde Mayres. Am 12. Juli 1907 wurde der Ort mit dem Nachbardorf Mares zur heutigen Kommune Astet fusioniert.

## Einwohnerentwicklung
| Jahr                       | 1962 | 1968 | 1975 | 1982 | 1990 | 1999 | 2006 | 2018 |
| -------------------------- | ---- | ---- | ---- | ---- | ---- | ---- | ---- | ---- |
| Einwohner                  | 166  | 139  | 109  | 73   | 67   | 51   | 44   | 43   |
| Quellen: Cassini und INSEE |      |      |      |      |      |      |      |      |

## Sehenswürdigkeiten
Der Tourismus ist sehr bedeutend für die Gemeinde Astet. Sie ist Teil des Regionalen Naturparks Monts d’Ardèche. Um den Ort herum befindet sich ein etwa 2000 Hektar großes Waldgebiet inmitten der Cevennen. In den höheren Lagen befinden sich Weideflächen und die Skistation Croix-de-Bauzon. Im Ort befindet sich das Lokal La Burle. Die Quelle der Ardèche befindet sich in einem kleinen Wald mit dem Namen Mazan. Das Massif du Boizon wird auf einer Wanderroute passiert, die auch am Les Issartoux und Bel Air Cham-Longe Station macht.